# Minilentus dubius
Minilentus dubius är en djurart som tillhör fylumet trögkrypare, och som först beskrevs av Schuster och Elizabeth C. Toftner 1982.  Minilentus dubius ingår i släktet Minilentus och familjen Macrobiotidae. Inga underarter finns listade i Catalogue of Life.